# Nessim Gaon
Nessim Gaon (en árabe: نسيم جاعون‎; Jartum, 22 de febrero de 1922-Ginebra, 10 de mayo de 2022) fue un financiero suizo, fundador de la empresa Noga S.A.
Es presidente de la Federación Sefardí Mundial desde 1971, vicepresidente del Congreso Judío Mundial y presidente de la junta directiva de la Universidad Ben-Gurion del Negev en Israel.

## Biografía
Nació en Jartum en una familia de origen judío sefardí originaria de Turquía que emigró a Egipto y luego a Sudán. Su padre fue político y gobernador de Port Sudan junto al Mar Rojo. Sudán, donde pasó su infancia, era entonces colonia del Imperio Británico hasta el 1 de enero de 1956.
Se graduó de la Universidad de Jartum antes de alistarse en las Fuerzas Armadas Británicas durante la Segunda Guerra Mundial con el rango de Capitán.
Después de la guerra, se dedicó al comercio, hizo fortuna y se casó con Renée Tamman, una prima hermana, antes de instalarse en Ginebra en Suiza (la capital mundial del comercio de productos básicos) con su familia en 1952, donde se desarrolló en el sector inmobiliario. De esta unión nacieron su hijo David Gaon y sus hijas Marguerite y Danielle. Comercia productos oleaginosos y pesticidas de los que se vuelve especialista con Sudán, Israel, China, Rusia, la URSS, Argentina y Nigeria.
Su grupo unió fuerzas con el grupo Hilton y construyó el Noga Hilton (Ginebra), un palacio de cinco estrellas donde se instaló con su familia, en el Quai du Mont-Blanc, el paseo más destacado de Ginebra. Continuó con el Noga Hilton en Cannes y luego con el de Abuya en Nigeria.
Se convirtió en líder de la comunidad judía en Jartum y líder de la diáspora judía asquenazí y sefardí en Ginebra en 1966. En 1971, se convirtió en presidente de la Federación Sefardí Mundial y vicepresidente del Congreso Judío Mundial y formó parte del consejo de administración de la Universidad Ben-Gurion del Negev en Israel. Es también uno de los fundadores y miembros principales de la Sinagoga Hekhal Haness, la sinagoga sefardí más importante de Ginebra, inaugurada en 1972.
Hizo amistad con el ex primer ministro israelí Menachem Begin y ayudó a acercar a este último al presidente egipcio Anwar al-Sadat, quien dirigió el Tratado de Paz entre Israel y Egipto en 1977. El rumor le presta una potencial candidatura a la presidencia del Estado de Israel. Su hija mayor, Marguerite Gaon, se casó con Joël Herzog, hijo de Chaim Herzog, presidente del Estado de Israel de 1983 a 1993.
En 1991, Noga SA firmó un contrato de importación y exportación de bienes de consumo cotidiano con Rusia por valor de 1.500 millones de dólares a cambio de petróleo, fuel oil y gas ruso. Luego, los líderes rusos aprovecharon la disolución de la URSS en 1991 para no pagar, negar sus reclamos y acusar a Nessim Gaon de fabricación, poniendo a este último en una grave posición de sobreendeudamiento bancario y quiebra.

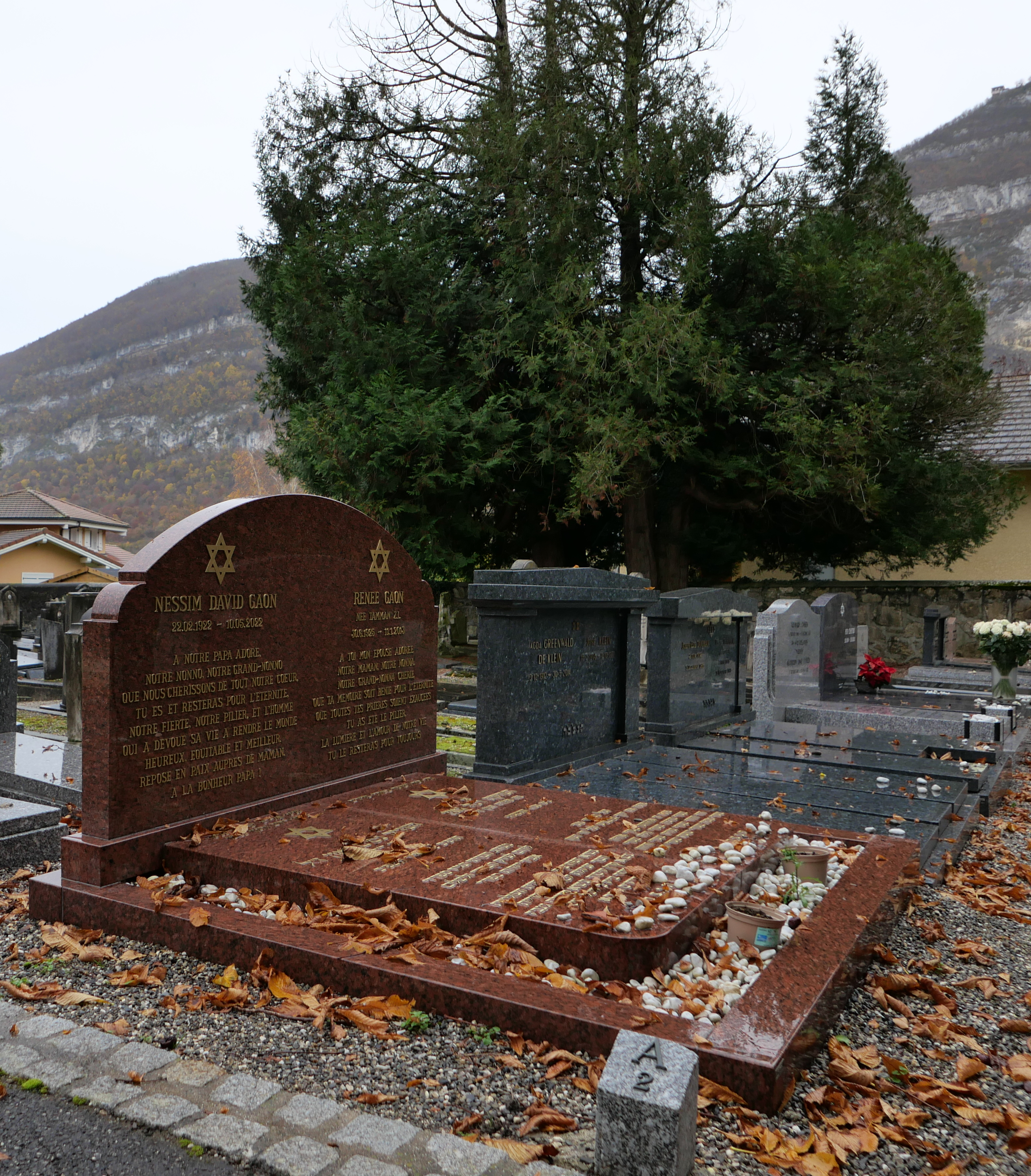
La tumba de Gaón y su esposa Renée en el cementerio israelita de Veyrier-Étrembières.

A la edad de 82 años, persistió en los juicios, muy publicitados en Suiza, para obligar a Rusia a pagar sus deudas. Los Noga Hilton son embargados y él, por su parte, intenta en vano que se los embarguen de forma espectacular con mucha exposición mediática:
- las cuentas bancarias de la Embajada de Rusia en París;
- el buque escuela ruso de cuatro mástiles Sedov en el festival marítimo de Brest;
- 54 obras maestras impresionistas de herencia rusa ( Monet, Manet, Renoir, etc.) de la colección del Museo Pushkin de Moscú exhibidas en Suiza en la fundación Pierre Gianadda en Martigny;
- un Sukhoi Su-30 y un Mig del ejército ruso durante la exhibición aérea en Le Bourget.

También intentó bloquear 250 millones de dólares en poder de la empresa semipública rusa Aeroflot en la sede de la Asociación Internacional de Transporte Aéreo (IATA) con sede en Ginebra.
La presión de Moscú sobre París y Ginebra frustra sus intentos de recuperación. A principios de 2003, Rusia reconoce una deuda de 800 millones de dólares con la condición de que Gaon acepte recibir sólo 360.